# LilyPichu
Lily Ki, mais conhecida pelo seu apelido LilyPichu (Califórnia, 20 de novembro de 1991) é uma streamer, youtuber, cantora e dubladora estadounidense. Faz parte da OfflineTV, um grupo de criadores de conteúdo.

## Carreira
Ki ganhou popularidade em 2011 com a paródia "I'll Quit LoL" e foi viral no YouTube. Em julho de 2017 um video de Ki tocando melódica e surpreendendo cosplayers na Indy PopCon também foi um sucesso, virando o video mais visto do canal em 2017. e no mesmo mês ela entrou na OfflineTV.
Em Setembro de 2018, Riot Games lançou uma série no YouTube de League of legends com a participação de Lily Ki e o Ex-membro da OfflineTv Albert Chang chamada de:"LilyPichu and Sleightlymusical: Duo."
Ki é a quinta streamer feminina mais assistida na Twitch de 2020. No final de 2020, Ki apareceu em um anúncio da 5 Gum.

## Vida Pessoal
Lily Ki atualmente está em um relacionamento com um membro da OfflineTV, Michael Reeves. Lily Ki é descendente de Coreanos.

## Discografia
| Titulo | Detalhes do álbum                                                            |
| ------ | ---------------------------------------------------------------------------- |
| Lilies | - Lançamento: 2015 - Etiqueta: auto-liberado - Formatos: Digital e streaming |

## Singles
| Single                                                   | Ano  | Álbum             | Ref  |
| -------------------------------------------------------- | ---- | ----------------- | ---- |
| "last cup of coffee"                                     | 2021 | Singles sem Álbum | Refs |
| "sunshine & butterflies"                                 | 2020 | Singles sem Álbum | Refs |
| "dreamy nightmares"                                      | 2020 | Singles sem Álbum | Refs |
| "foreverland"                                            | 2020 | Singles sem Álbum | Refs |
| "comfy vibes"                                            | 2020 | Singles sem Álbum | Refs |
| "wilting memories"                                       | 2020 | Singles sem Álbum | Refs |
| "a vision"                                               | 2020 | Singles sem Álbum | Refs |
| "unknown waters"                                         | 2020 | Singles sem Álbum | Refs |
| "a stormy night"                                         | 2020 | Singles sem Álbum | Refs |
| "these days it's hard to find the words"                 | 2020 | Singles sem Álbum | Refs |
| "dreamy night"                                           | 2020 | Singles sem Álbum | Refs |
| "if there was a zombie apocalypse i'd let my dog eat me" | 2020 | Singles sem Álbum | Refs |
| "walking with you"                                       | 2020 | Singles sem Álbum | Refs |